# Mihai Plămădeală
Mihai Plămădeală este istoric și teoretician de artă, critic, curator, doctor în arte vizuale, membru al Uniunii Artiștilor Plastici din România (Secția de Critică), precum și muzician, fondator și lider al ansamblului de muzică medievală și renascentistă Nomen Est Omen, cu o activitate continuă din 1995.

## Activitate
În domeniul artelor vizuale activează în calitate de critic și curator, având până în prezent în portofoliu peste 300 de evenimente, expoziții, simpozioane, conferințe și alte proiecte culturale. Printre premiile și distincțiile care i-au fost decernate se numără:
- Premiul Ministerului Culturii pentru promovarea evenimentului Simpozionul de Ex-Libris “Constantin Brâncuși”/2016-2026
- Premiul Uniunii Artiștilor Plastici din România pentru curatoriat “Vasile Drăguț” (2012)
- Premiul Uniunii Artiștilor Plastici din România pentru cronică expozițională (2012)
- Medalia “Gheorghe D. Anghel” pentru merite deosebite în activitatea din domeniul artelor vizuale: critică și curatoriat (2016)

Activitatea publicistică: Pictorial Art Magazine (Redactor-Șef: 2020 - prezent); Tribuna (2015 - 2019); Observator Cultural (2007 - 2015); Cultura (2005 - 2007); Colaborator la revistele Arta, Arhitectura, Dilema Veche, Lettre Internationale, Vitraliu.

În calitate de critic muzical, Mihai Plămădeală este cunoscut mai ales în aria muzicii rock pentru recenziile publicate la revista Muzici și Faze, arhivată în 10 iunie 2023 la Wayback Machine. Autor al unui top anual de albume muzicale rock, prog, folk din România și a numeroase recenzii de albume editate de formații românești și internaționale.Revista, disponibilă online,  constituie unul dintre puținele proiecte de critică muzicală scrise în limba română.  